# Ousmane Sanou
Ousmane Sanou (Bobo Dioulasso, Alto Volta, 11 de marzo de 1978) es un exfutbolista de Burkina Faso que jugaba en la posición de delantero centro.

## Carrera

### Club
| Periodo   | Club              |
| --------- | ----------------- |
| 1995-1996 | RC Bobo Dioulasso |
| 1996-2001 | Willem II         |
| 2001-2003 | Sparta Rotterdam  |
| 2003-2004 | FC Eindhoven      |
| 2004-2005 | Kozakken Boys     |
| 2005-2006 | KFC Turnhout      |
| 2006-2008 | K. Berchem Sport  |
| 2008–2009 | TOP Oss           |
| 2009–2010 | VV UNA            |
| 2010–2011 | VC Herentals      |

### Selección nacional
Jugó para Burkina Faso en 30 ocasiones de 1994 a 2002 y anotó cinco goles; participó en tres ediciones de la Copa Africana de Naciones.